# Nikola Dimitrović
Nikola Dimitrović (Dubrovnik, oko 1510. – Kreta 1553. – 1555.) hrvatski renesansni pjesnik. 
Autor je pobožno-didaktičke, moralizatorske i religiozne poezije. Najvrjednije su njegove poslanice, sve posvećene Nikoli Nalješkoviću.

## Životopis
Potječe iz ugledne građanske i trgovačke obitelji. Školovao se u Dubrovniku, putovao kao trgovac po Italiji, Panoniji, Africi, Bliskom istoku i umro od kuge na jednom od trgovačkih putovanja.
Od njegovih djela sačuvana je samo religiozna i moralistička poezija iz zrelijih godina koju odlikuje jasnoća izraza i realizam - "Sedam salam pokornjijeh kralja Davida", tiskano u Mletcima 1549. godine - prva knjiga dubrovačkog autora tiskana na hrvatskom jeziku.

## Djela
- "Sedam salam pokornjijeh kralja Davida", Mletci, 1549. (Razlike pjesni duhovne – 14 pjesama izdanih zajedno sa zbirkom)
- Poslanice, 4 poslanice upućene Nikoli Nalješkoviću, iz Stolnog Biograda 1546. godine, iz Aleksandrije 1553. godine
- Pričice uzete iz Svetog pisma (niz mudrih rečenica pretočenih u stihove)